# Gare de Nieuport-Ville
La gare de Nieuport-Ville (en néerlandais station Nieuwpoort Stad) est une gare ferroviaire belge (disparue) de la ligne 74, de Dixmude à Nieuport (hors service), située à proximité du centre ville de Nieuport dans la province de Flandre-Occidentale en région flamande.

## Situation ferroviaire
Établie à 6 mètres d'altitude, la gare de Nieuport-Ville était située au point kilométrique (PK) 14,960 de la ligne 74, de Dixmude à Nieuport, entre les gares de Ramskapelle (disparue) et de Nieuport-Bains (disparue).

## Histoire
La station de Nieuport est mise en service le 10 février 1868 par la Société des chemins de fer de l'Ouest de la Belgique qui la confie à la Société générale d'exploitation de chemins de fer. Elle est établie à 7 364 mètres de la gare de Pervyse.
En 1879, elle possède un pont-bascule.
En 1895, c'est une station d'échange avec le réseau de la Société nationale des chemins de fer vicinaux.
La Société des chemins de fer de la Flandre-Occidentale, qui avait repris l'exploitation de la ligne en 1878, est nationalisée en 1907.
Nieuport est la seule ville côtière à avoir perdu sa desserte ferroviaire. Le 18 mai 1952, la SNCB met fin au trafic des trains de voyageurs sur la ligne 74 de Dixmude à Nieuport-Bains. La ligne et la gare de Nieuport-Ville restent cependant ouvertes jusqu'en 1974 pour les marchandises. Les voies et le bâtiment ont depuis disparu ; un chemin pour les piétons et vélos a remplacé les voies.

### Bâtiment de la gare
Le bâtiment des recettes, construit par les Chemins de fer de l'Ouest de la Belgique est proche de celui de la gare de Roulers, construit par la même compagnie, mais le corps central, a étage, est plus grand. Les deux gares de Nieuport, comme beaucoup de bâtiments de la ville, ont été détruites lors de la Première Guerre mondiale.
Dès la fin de la guerre, des habitants reviennent dans les ruines. En 1920 la gare est installée dans un bâtiment temporaire constitué d'un baraquement préfabriqué. Un second bâtiment provisoire, à colombages, le remplaça rapidement. Il subsista jusqu'à la fermeture de la ligne.